# Nina Weckström
Nina Weckström (* 10. August 1979) ist eine finnische Badmintonspielerin. 

## Karriere
Nina Weckström siegte 1999 erstmals bei den nationalen finnischen Meisterschaften im Doppel mit ihrer Schwester Anu Weckström. Sechs weitere Titel folgten bis 2006. 2000 gewannen beide die Norwegian International. Bei Badminton-Weltmeisterschaften schafften sie es 1999, 2006 und 2007 bis in die zweite Runde.

## Sportliche Erfolge
| Saison | Veranstaltung                   | Disziplin   | Platz | Name                           |
| ------ | ------------------------------- | ----------- | ----- | ------------------------------ |
| 1999   | Finnland: Einzelmeisterschaften | Damendoppel | 1     | Anu Weckström / Nina Weckström |
| 2000   | Norwegian International         | Damendoppel | 1     | Anu Weckström / Nina Weckström |
| 2000   | Finnland: Einzelmeisterschaften | Damendoppel | 1     | Anu Weckström / Nina Weckström |
| 2000   | Romanian International          | Dameneinzel | 3     | Nina Weckström                 |
| 2001   | Finnland: Einzelmeisterschaften | Damendoppel | 1     | Anu Weckström / Nina Weckström |
| 2002   | Finnland: Einzelmeisterschaften | Damendoppel | 1     | Anu Weckström / Nina Weckström |
| 2002   | Iceland International           | Dameneinzel | 3     | Nina Weckström                 |
| 2003   | Finnland: Einzelmeisterschaften | Damendoppel | 1     | Anu Weckström / Nina Weckström |
| 2004   | Finnland: Einzelmeisterschaften | Damendoppel | 1     | Anu Weckström / Nina Weckström |
| 2006   | Finnland: Einzelmeisterschaften | Damendoppel | 1     | Anu Nieminen / Nina Weckström  |